# كيفن فلين
كيفن فلين هو سياسي كندي، ولد في 1955 بليفربول في المملكة المتحدة. حزبياً، نشط في الحزب الليبرالي في أونتاريو ‏. وقد انتخب وزير العمل (2014 – ) وانتخب عضو برلمان مقاطعة أونتاريو.

## وصلات خارجية
- الموقع الرسمي